# Antonio Mateu Lahoz
Antonio Miguel Mateu Lahoz, španělská výslovnost: [anˈtonjo miˈɣel maˈtew laˈoθ] (* 12. března 1977 Algímia d'Alfara, Valencia, Španělsko) je bývaly španělský fotbalový rozhodčí, který od roku 2008 pískal nejvyšší španělskou ligu. Byl také mezinárodním rozhodčím FIFA. Je známý svým upovídaným a svérázným přístupem.

## Kariéra
Lahoz začal působit jako rozhodčí už v patnácti letech, kdy pískal mládežnické zápasy. Poté, co prošel všemi regionálními soutěžemi, si v roce 1999 poprvé zapískal profesionální zápasy, a to ve čtvrté španělské lize. Zde strávil tři sezóny, a v roce 2002 povýšil do třetí ligy. Tam působil pouze v sezónách 2002/03 a 2003/04. Pak se přesunul do druhé ligy, kde strávil čtyři roky (2004 až 2008). V sezóně 2007/08 byl povýšen do první ligy. V La Lize debutoval 13. září 2008 v zápase mezi Sevillou a Sportingem Gijón (4:3).
Mateu Lahoz je známý svým neortodoxním přístupem, neboť je vždy ochoten hráčům raději domluvit, než jim udělit kartu. Z tohoto důvodu byl chválen (ale i kritizován) různými médii, hráči a trenéry.
V roce 2012 řídil odvetu španělského Superpoháru mezi Realem Madrid a FC Barcelonou (2:1). Dne 16. dubna 2014 byl rozhodčím dalšího El Clásica, a to ve finále Copa del Rey (1:2).
Dne 29. května 2021 byl povolán na anglické finále Ligy mistrů mezi Manchesterem City a Chelsea (0:1).

## Mezinárodní kariéra
Rozhodčím FIFA je od 1. ledna 2011. Jeho prvním mezinárodním zápasem byl přátelský zápas mezi Itálií a Anglií hráčů do 21 let, hraný 8. února 2011.
Během května 2016 byla potvrzena jeho účast na olympijských hrách 2016 v Riu de Janeiru. V roce 2018 odpískal dva zápasy na Mistrovství světa ve fotbale v Rusku. O tři roky později se objevil i na Mistrovství Evropy 2020.

## Soudcovaná utkání na Mezinárodních turnajích
| Datum                                  | Tým 1                                  | Výsledek                               | Tým 2                                  | Fáze                                   |                                        |                                        |
| Mistrovství světa hráčů do 20 let 2015 | Mistrovství světa hráčů do 20 let 2015 | Mistrovství světa hráčů do 20 let 2015 | Mistrovství světa hráčů do 20 let 2015 | Mistrovství světa hráčů do 20 let 2015 | Mistrovství světa hráčů do 20 let 2015 | Mistrovství světa hráčů do 20 let 2015 |
| -------------------------------------- | -------------------------------------- | -------------------------------------- | -------------------------------------- | -------------------------------------- | -------------------------------------- | -------------------------------------- |
| 2.6.2015                               | Nový Zéland –                          | 0:4                                    | USA                                    | Základní skupina                       | 4 (2+2)                                | 0                                      |
| 10.6.2015                              | Srbsko                                 | 2:1                                    | Maďarsko                               | Osmifinále                             | 7 (3+4)                                | 1 (1+0)                                |
| Olympijské hry 2016                    |                                        |                                        |                                        |                                        |                                        |                                        |
| 4.8.2 2016                             | Brazílie                               | 0:0                                    | Jihoafrická republika                  | Základní skupina                       | 5 (2+3                                 | 1 (0+1)                                |
| 10.8.2016                              | Argentina                              | 1:1                                    | Honduras                               | Základní skupina                       | 9 (5+4)                                | 0                                      |
| Mistrovství světa hráčů do 20 let 2017 |                                        |                                        |                                        |                                        |                                        |                                        |
| 24.5.2017                              | Zambie                                 | 4:2                                    | Írán                                   | Základní skupina                       | 1 (1+0)                                | 0                                      |
| 28.5.2017                              | Senegal                                | 0:0                                    | Ekvádor                                | Základní skupina                       | 4 (3+1)                                | 1 (1+0)                                |
| 8.6.2017                               | Itálie                                 | 1:3                                    | Anglie                                 | Semifinále                             | 5 (4+1)                                | 0                                      |
| Mistrovství světa 2018                 |                                        |                                        |                                        |                                        |                                        |                                        |
| 21.6.2018                              | Dánsko                                 | 1:1                                    | Austrálie                              | Základní skupina                       | 2 (2+0)                                | 0                                      |
| 26.6.2018                              | Island                                 | 1:2                                    | Chorvatsko                             | Základní skupina                       | 5 (3+2)                                | 0                                      |
| Euro 2020                              |                                        |                                        |                                        |                                        |                                        |                                        |
| 12.6.2021                              | Belgie                                 | 3:0                                    | Rusko                                  | Základní skupina                       | 0                                      | 0                                      |
| 18.6.2021                              | Anglie                                 | 0:0                                    | Skotsko                                | Základní skupina                       | 2 (0+2)                                | 0                                      |
| 23.6.2021                              | Portugalsko                            | 2:2                                    | Francie                                | Základní skupina                       | 3 (0+3)                                | 0                                      |
| Mistrovství světa 2022                 |                                        |                                        |                                        |                                        |                                        |                                        |
| 25.11.2022                             | Katar                                  | 1:3                                    | Senegal                                | Základní skupina                       | 6 (3+3)                                | 0                                      |